# HVAC

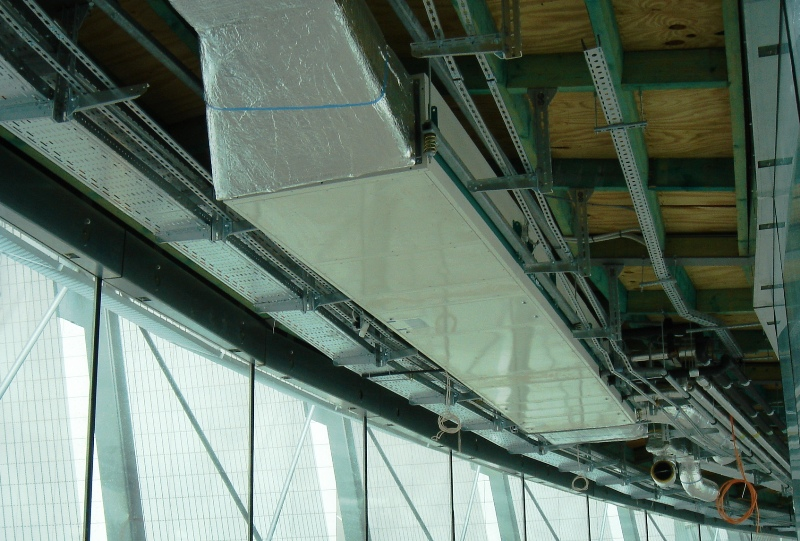
Luchtgroep in een luchtbrug. Normaal worden de groepen op het dak geplaatst, maar hier werden zij boven het valse plafond gehangen.

HVAC is de Engelse afkorting van heating (verwarming), ventilation (ventilatie) en air conditioning (airconditioning of koeling), drie deelgebieden van huiscomfort.
Soms gebruikt men de term om luchtbehandeling in kantoorgebouwen aan te duiden. Dit gebeurt met luchtbehandelingskasten. Dit zijn eigenlijk afgesloten ruimtes met daarin een of meerdere ventilatoren die lucht van buiten een gebouw aanzuigen om die lucht dan geconditioneerd, middels een kanalensysteem, door het gebouw te verspreiden. Geconditioneerd wil zeggen: verwarmd, gekoeld of be- of ontvochtigd. Om overdruk in die ruimtes te voorkomen wordt, indien gewenst, lucht ook weer afgezogen en naar buiten afgevoerd.

## Toepassingen

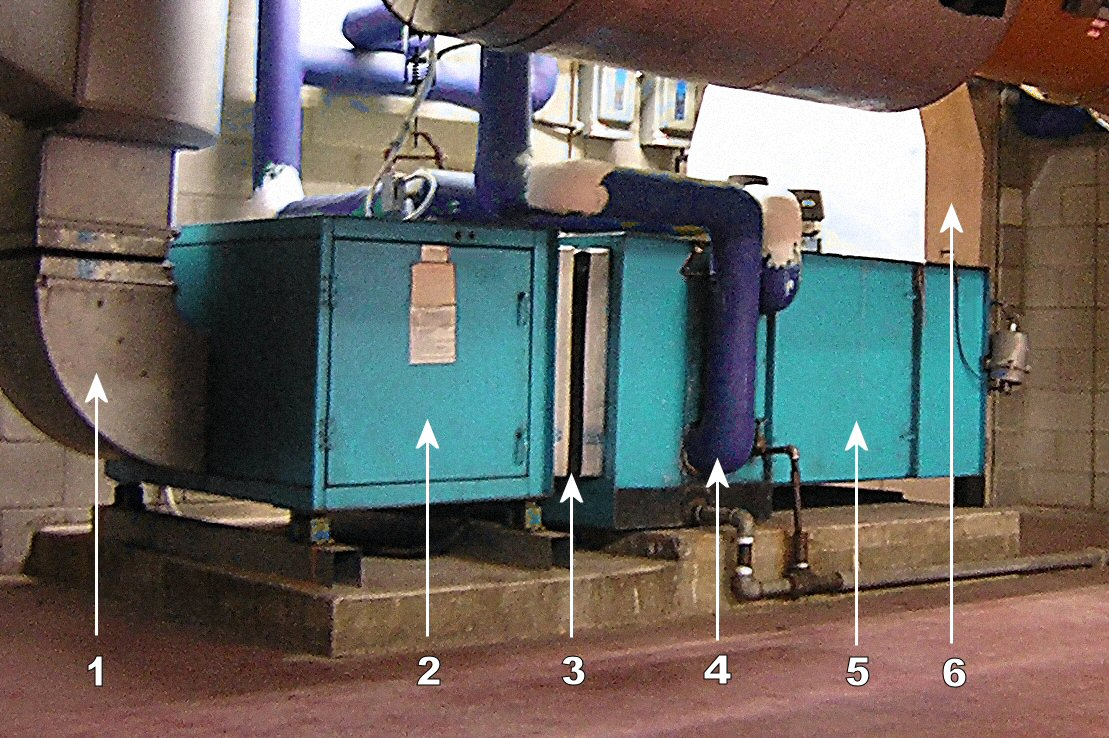
Luchtbehandelingsgroep:
1 - Toevoerkanaal
2 - Ventilatorcompartiment
3 - Trillingsmanchet
4 - Verwarming en/of koelelement
5 - Filtercompartiment
6 - Buitenluchtaanzuig-/recirculatiekanaal

Luchtbehandelingskasten worden veelal toegepast in kantoorgebouwen, laboratoria, ziekenhuizen, scholen, etc. Ook in de woningbouw worden ze wel toegepast, zij het alleen in het duurdere segment.

## Werking
De hoeveelheid lucht in kubieke meters ten opzichte van de totale ruimte waarin die lucht terechtkomt, noemt men het ventilatievoud. Om tochtverschijnselen tegen te gaan, moet de lucht wel op een aantal verschillende plaatsen door middel van bijvoorbeeld plafondroosters in een ruimte geblazen worden. Ook wordt de van buitenaf aangezogen lucht gefilterd, zodat stof en roetdeeltjes e.d. geen doorgang hebben.
Om ervoor te zorgen dat de lucht aan de eisen van de gebruiker voldoet, is regelapparatuur nodig. Dit zijn digitale apparaten met een grote precisie. Met behulp van diverse softwarepakketten kan de gebruiker vanaf een pc precies zien in hoeverre zijn totale technische installatie voldoet. Dit omvat dan ook vaak sturing van de cv-ketels, zonwering, deuren, licht, koelmachines, warmte-krachtkoppeling, alarmsystemen etc.